# Kauernde Aphrodite
Die kauernde Aphrodite gilt als Werk des hellenistischen Bildhauers Doidalses. Sie entstand vermutlich um 250 v. Chr. und begründete, nach der Aphrodite von Knidos des Praxiteles, einen zweiten Typus der nackten Aphrodite in der Kunst der Antike. Das Original, das aus Bronze gewesen sein soll, ist verloren; wie bei der Aphrodite von Knidos gibt es jedoch zahlreiche Nachbildungen. Sie haben teils schamhaft-abwehrende, teils freiere Haltung:

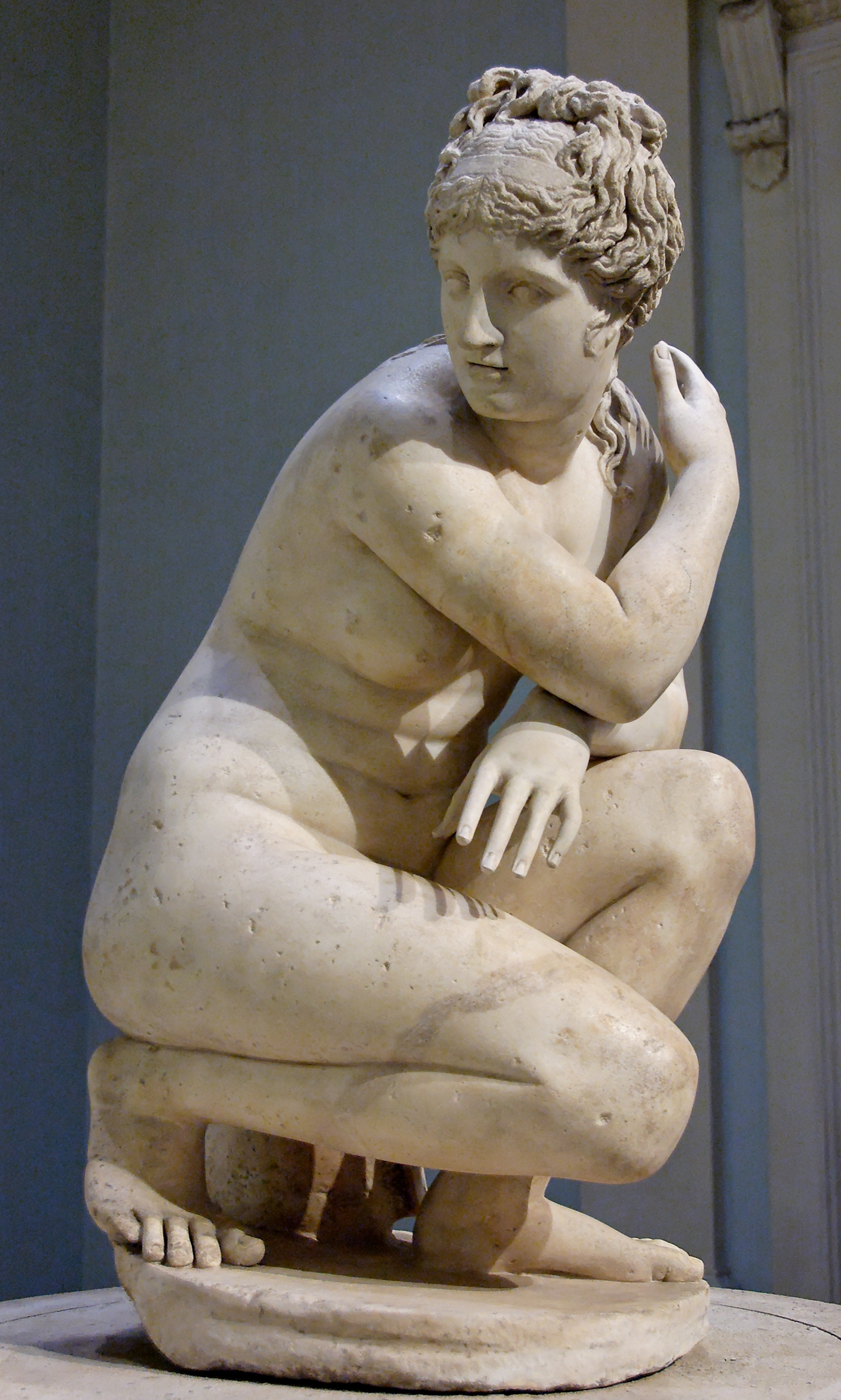
„Lely Venus“ (im British Museum, London)
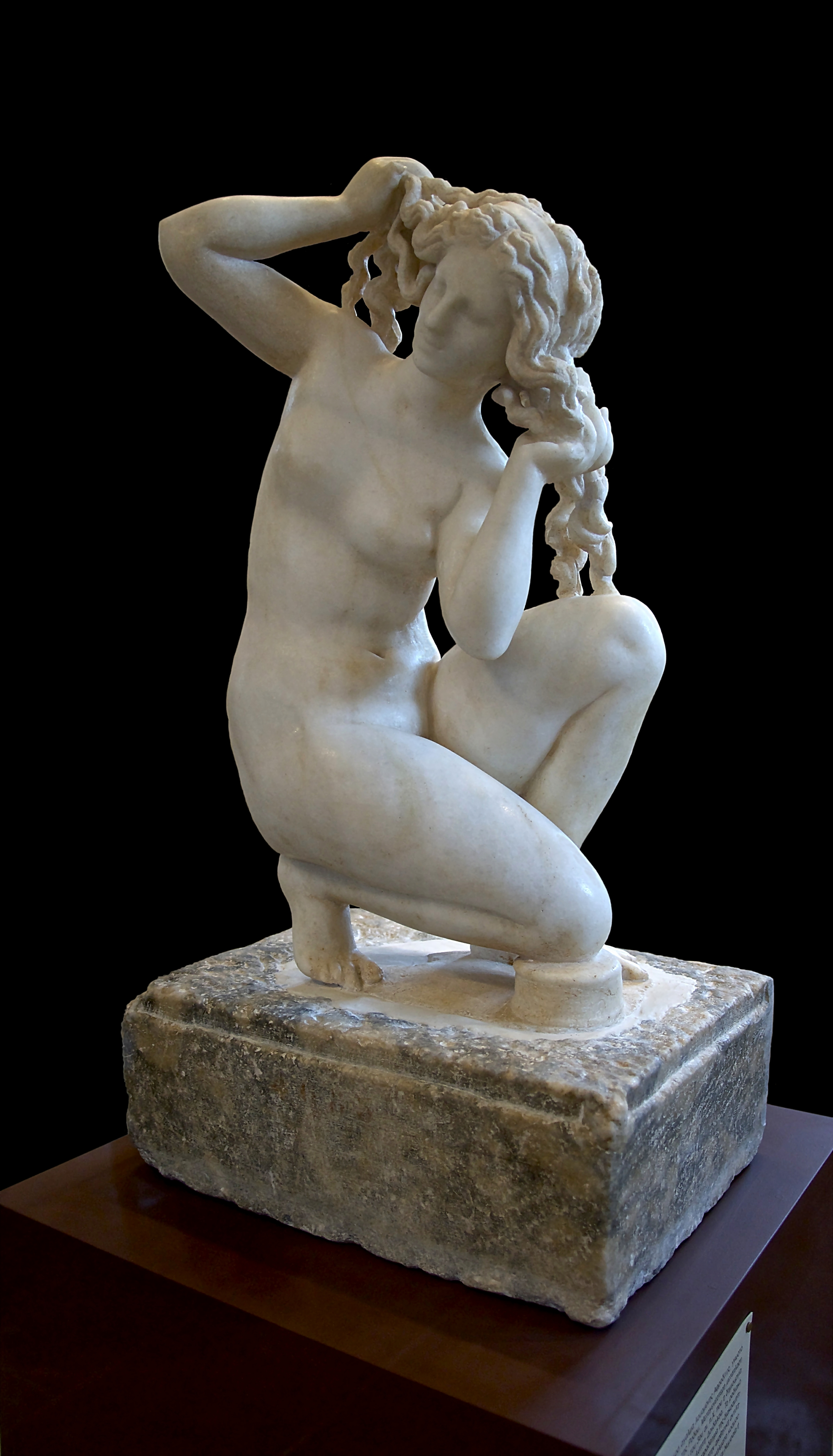
Aphrodite von Rhodos (im Archäologischen Museum, Rhodos)

## Der Künstler
Antike Quellen teilen nichts über das Leben des Doidalses (auch Doidalsas, Daedalsas) aus Bithynien mit. Es heißt, er habe für den bithynischen König Nikomedes I. eine Bronzestatue des Zeus Stratios geschaffen. Da Nikomedes I. um 255 bis 253 starb, könnte Doidalses’ künstlerische Tätigkeit in die Zeit um 250 v. Chr. fallen. Die Überlieferung von der Statue für Nikomedes ist jedoch umstritten.
Dass die Kauernde Aphrodite dem Doidalses zugeschrieben wird, beruht auf einer ganz knappen Erwähnung in der Naturalis Historia (Naturgeschichte), Band 36, von Plinius dem Älteren, wo der Künstler Daedalses genannt wird.

## Bedeutung und Rezeption

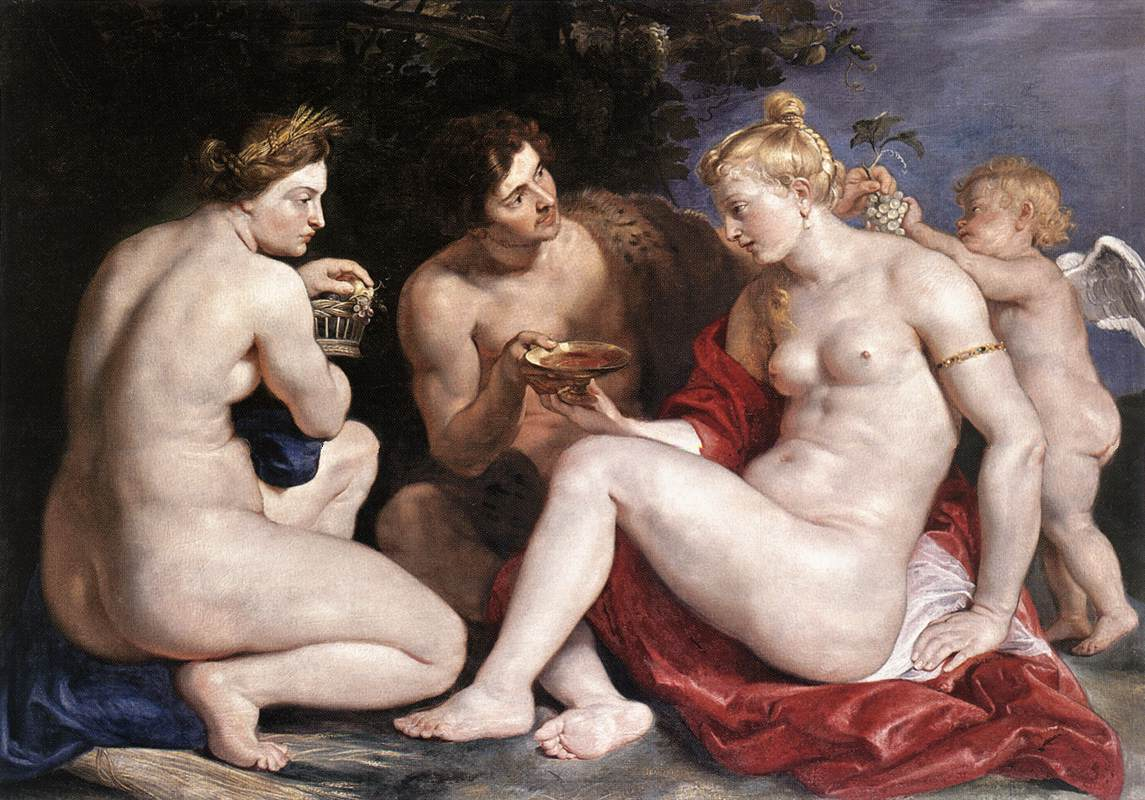
Rubens: Venus, Cupido, Bacchus und Ceres

Reinhard Lullies schreibt: „... die Statue der nackten kauernden Aphrodite muss schon im Altertum zu den beliebtesten und am meisten verbreiteten Werken der hellenistischen Kunst gehört haben ...“.
Robert Sturm schreibt: „[Dieses] Bildmotiv verfügte in der Antike über eine außerordentliche Strahlkraft und übte auf seine Betrachter eine unglaubliche Faszination aus.“
In der Renaissance wurde das Motiv von Giovanni da Bologna (genannt Giambologna) wieder aufgenommen.
Walter Amelung schrieb: „Das hier verkörperte weibliche Ideal ist ein wesentlich anderes als das des Praxiteles und seiner Zeit; man hat es nicht mit Unrecht mit dem des Rubens verglichen“. Tatsächlich sah Peter Paul Rubens die Replik, die jetzt als Lely Venus bekannt ist, um 1600 in der Sammlung der Gonzaga in Mantua; er benutzte das Motiv in seinem Gemälde „Venus, Cupido, Bacchus und Ceres“, das jetzt in der Kasseler Gemäldegalerie zu sehen ist.